# Friede des Philokrates
Der Friede des Philokrates ist ein Friedensvertrag der griechischen Antike aus dem Jahr 346 v. Chr.

## Dritter Heiliger Krieg
Der Philokratesfrieden beendete im Jahre 346 v. Chr. den seit 356 v. Chr. andauernden Dritten Heiligen Krieg. Er schrieb die Vormachtstellung, die Makedonien unter Philipp II. durch dessen Eingreifen in den Krieg erkämpft hatte, fest. 

Ausgelöst hatten den Krieg die Phoker durch einen Überfall auf Delphi, wobei durch die Zugehörigkeit der benachbarten Staaten zu größeren Bündnissen der Konflikt bald gesamtgriechische Dimensionen annahm. Philipp, der mit Böotien verbündet war, erzielte 352 v. Chr. in der Schlacht auf dem Krokusfeld den entscheidenden Sieg über die Phoker und konnte sich die Herrschaft über Thessalien sichern. Auf Seiten der Phoker standen u. a. Sparta und Athen, ohne sich aber übermäßig zu engagieren – Athen hatte parallel zum Heiligen Krieg bis 355 v. Chr. im Bundesgenossenkrieg mit den sich vom Attischen Bund lossagenden Staaten zu kämpfen und musste schließlich der Auflösung des Bundes zustimmen. Zugleich gewann Philipp eine Reihe griechischer Städte an der Nordküste der Ägäis. Während Sparta mit Theben einen Waffenstillstand schloss, sandte Athen 347 v. Chr. eine erste Delegation nach Makedonien, die die Chancen zum Abschluss eines Friedens ausloten sollten. Doch erst einer zweiten Gesandtschaft unter Philokrates gelang es, den Frieden auszuhandeln.

## Folgen für Makedonien
Makedonien, das bei manchen Hellenen immer noch als halb-barbarisch galt, hatte sich durch die Rächung des von den Phokern begangenen Tempelfrevels als Vorkämpfer griechischer Ideale gezeigt. Als Lohn dafür wurde es in die Delphische Amphiktyonie aufgenommen; es übernahm in diesem Gremium den Vorsitz und die beiden Stimmen der Phoker, die aus ihm ausgeschlossen wurden. Damit wurde Makedonien praktisch offiziell in die Gemeinschaft der Griechen aufgenommen. Die Stimmenübernahme der Phoker stellte nun für Athen und Philipps Feinde eine potentielle Gefahr dar. Mit seinen thessalischen Verbündeten konnte Philipp die Stimmenmehrheit im Amphiktyonenrat erlangen. Die Truppenkontingente des Amphiktyonenrates konnte Philipp theoretisch gegen seine Feinde nutzen, was er tatsächlich im Vierten Heiligen Krieg auch tat. Faktisch ist damit Makedonien zum Schiedsrichter und zur hegemonialen Garantiemacht der griechischen Staatenwelt geworden. Neben dem ständigen Sitz im Amphiktyonenrat durfte Philipp von nun an den Vorsitz der panhellenischen Spiele leiten. Philipp ermöglichte nach 346 v. Chr. die regelmäßige Teilnahme der Makedonen an den panhellenischen Spielen. Selbst in Athen wurde Philipp von der promakedonischen Partei (Isokrates, Aischines) als Friedensbringer gefeiert, der den innergriechischen Kriegen nun ein Ende bereitet habe. Demosthenes blieb dagegen bei seiner antimakedonischen Haltung und gewann dafür zunehmend mehr Anhänger.
Nur wenige Jahre später kam es zum Bruch des vereinbarten Friedens zwischen Athen und Philipp. Mit dem Sieg in der Schlacht von Chaironeia (338 v. Chr.) befriedete Philipp gewaltsam ganz Griechenland und schuf damit auch die Voraussetzung für die Perserfeldzüge seines Sohnes Alexander.

## Demosthenes und Aischines im Philokratesfrieden
Die Bestimmungen des Philokratesfrieden sind uns vor allem durch die Reden des Demosthenes und Aischines überliefert. Beide Redner haben zusammen mit Philokrates an der Gesandtschaft 346 v. Chr. teilgenommen. Es gab insgesamt zwei Gesandtschaftstreffen, Demosthenes als Makedonenfeind wurde jedoch zum zweiten und entscheidenden Treffen nicht zugelassen. Drei Jahre nach dem Friedensschluss klagte der athenische Redner Demosthenes seinen promakedonischen Rivalen Aischines an. Aischines wurde der Prozess wegen Gesandtschaftsverrat (parapresbeía) gemacht. Aischines solle, so Demosthenes, durch seine Verhandlungen mit Philipp die Interessen Athen vernachlässigt haben. Athen musste tatsächlich nach dem Philokratesfrieden alle Expansionserfolge Philipps anerkennen. Damit verloren sie endgültig den Anspruch auf Amphipolis, eine ehemals wichtige Polis für Athen, die hohe Goldbeträge eingebracht hatte, die Getreideflottenroute sicherte und für die Holzversorgung wichtig war. In seiner Klage gegen Aischines wirft Demosthenes ihm vor, Bestechungsgelder von Philipp angenommen zu haben und für die missliche Situation Athens mitverantwortlich zu sein. Aischines’ Verteidigungsrede ist ebenfalls überliefert. Das ist nur bei den wenigsten athenischen Gerichtsprozessen der Fall, weswegen dieser Rechtsstreit eine wichtige Quelle für die Geschichtswissenschaft ist. Beim Urteil wurde Aischines mit äußerst knapper Mehrheit von den Schiedsrichtern freigesprochen.